# ヤガン・テギン
ヤガン・テギン（モンゴル語: Yaγan Tegin、? - 1291年）は、モンゴル帝国に仕えた将軍の一人で、カルルク部の出身。『元史』では也罕的斤(yĕhǎndejīn)と漢字表記される。

## 概要
ヤガン・テギンの祖父のカダル・ミール（匣答児密立）は3000のカルルク兵、1万を越える羊・牛・馬を携えてモンゴル帝国の初代皇帝チンギス・カン帰参した人物であった。カダル・ミールはホラズム遠征にも従軍したが、後に第二次金朝遠征において臨洮の戦いで戦死した。カダル・ミールの息子はミール・ホージャ（密立火者）は、父の後を継いで金朝の征服に貢献し、第4代皇帝モンケの治世では雲南・大理遠征に従軍して万戸府ダルガチの地位を授けられたが、父同様に陣没した。
ミール・ホージャの息子のヤガン・テギンは1261年（中統2年）に始めて千人隊長とされ、五花・石城・白馬等の城寨を攻略する功績を挙げた。1270年（至元7年）には成都攻めに加わり、僅か400の兵で南宋の軍を破った功績により蒙古匣剌魯（モンゴル・カルルク）河西漢軍万戸の地位を授かった。1275年（至元12年）には重慶、1277年には瀘州の攻囲戦に加わって功績を挙げ、昭毅大将軍とされた。第5代皇帝クビライは新たに投降した兵の中から優秀な者を選抜してヤガン・テギンに与え、嘉定軍民・西川諸蛮夷部宣撫司ダルガチに任じた。また同時に奉国上将軍・四川宣慰使・都元帥の地位も与えられている。
1284年からはビルマ遠征に従軍し、200もの軍船を建設して江頭城を攻略する軍功を挙げた。その後もビルマ侵攻に活躍したが、1291年に亡くなった。コニチ（火你赤）とイェレンシャー（也連沙）という息子がおり、前者は雲南都元帥の地位を授かり、後者はヤガン・テギンの蒙古軍万戸職を受け継いだ。